# Hertogdom Koerland en Semgallen (1918)
Het hertogdom Koerland en Semgallen werd uitgeroepen op 8 maart 1918 in het door Duitsland bezette gouvernement Koerland.

## Geschiedenis
Tijdens de Eerste Wereldoorlog bezetten de Duitse troepen het Russische gouvernement Koerland in de herfst van 1915. Het front lag op een lijn van de steden Riga, Daugavpils en Baranavitsjy.
De Letse Nationale Raad werd bijeengeroepen op 16 november 1917 en op 30 november riep de raad een autonome provincie Letland uit met etnische grenzen. Op 15 januari 1918 werd de onafhankelijke republiek Letland uitgeroepen.
Na de februarirevolutie rukten de Duitse troepen op naar het gouvernement Lijfland en het autonome gouvernement Estland, dat ook de onafhankelijkheid had uitgeroepen. Na de Vrede van Brest-Litovsk accepteerde Bolsjewistisch Rusland het verlies van het Gouvernement Koerland. Estland en Lijfland stonden ook onder Duitse bezetting.
De Baltische Duitsers in Koerland begonnen met het vormen van een provinciale raad tussen september 1917 en maart 1918 en op 8 maart 1918 werd het hertogdom Koerland en Semgallen uitgeroepen. De regering bood de kroon aan keizer Wilhelm II van Duitsland aan.
Op 27 augustus 1918 gaf Rusland ook de soevereiniteit over de gouvernementen Estland en Lijfland op. Duitsland besloot daarop tot de vorming van een Verenigd Baltisch Hertogdom.
Na de Duitse capitulatie werd het Verenigd Baltisch Hertogdom opgedeeld door de nieuw uitgeroepen republieken Estland en Letland, waarbij Lijfland langs etnische grenzen werd verdeeld.